# Misumenops morrisi
Misumenops morrisi är en spindelart som beskrevs av Alberto Barrion och James A. Litsinger 1995. Misumenops morrisi ingår i släktet Misumenops och familjen krabbspindlar.
Artens utbredningsområde är Filippinerna. Inga underarter finns listade i Catalogue of Life.